# Amorphomyces
Amorphomyces är ett släkte av svampar. Amorphomyces ingår i familjen Laboulbeniaceae, ordningen Laboulbeniales, klassen Laboulbeniomycetes, divisionen sporsäcksvampar och riket svampar.